# 浜寺駅前停留場
浜寺駅前停留場（はまでらえきまえていりゅうじょう）は、大阪府堺市西区浜寺公園町2丁140にある阪堺電気軌道阪堺線の停留場。同線の終点である。駅番号はHN31。
南海電気鉄道南海本線の浜寺公園駅と連絡しており、徒歩約2分の位置にある。

## 歴史
- 1912年（明治45年）4月1日：阪堺電気軌道により開業。
- 1915年（大正4年）6月21日：南海鉄道との合併により、同鉄道の駅となる。
- 1944年（昭和19年）6月1日：会社合併により近畿日本鉄道の駅となる。
- 1947年（昭和22年）6月1日：路線譲渡により南海電気鉄道の駅となる。
- 1980年（昭和55年）12月1日：路線譲渡により阪堺電気軌道の駅となる[1]。

## 停留場構造
単式ホーム2面。通常は駅舎側1ののりばで乗降する。先発の電車が1に停車しているときは船尾側2ののりばで降車となる。駅舎には定期券発売所があり、定期券などを購入できる。

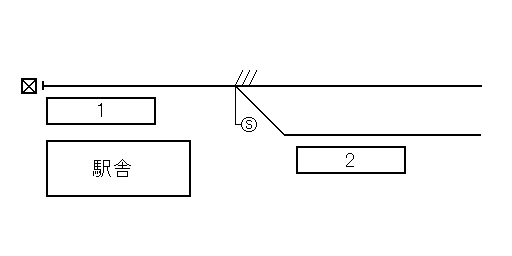
のりば説明図
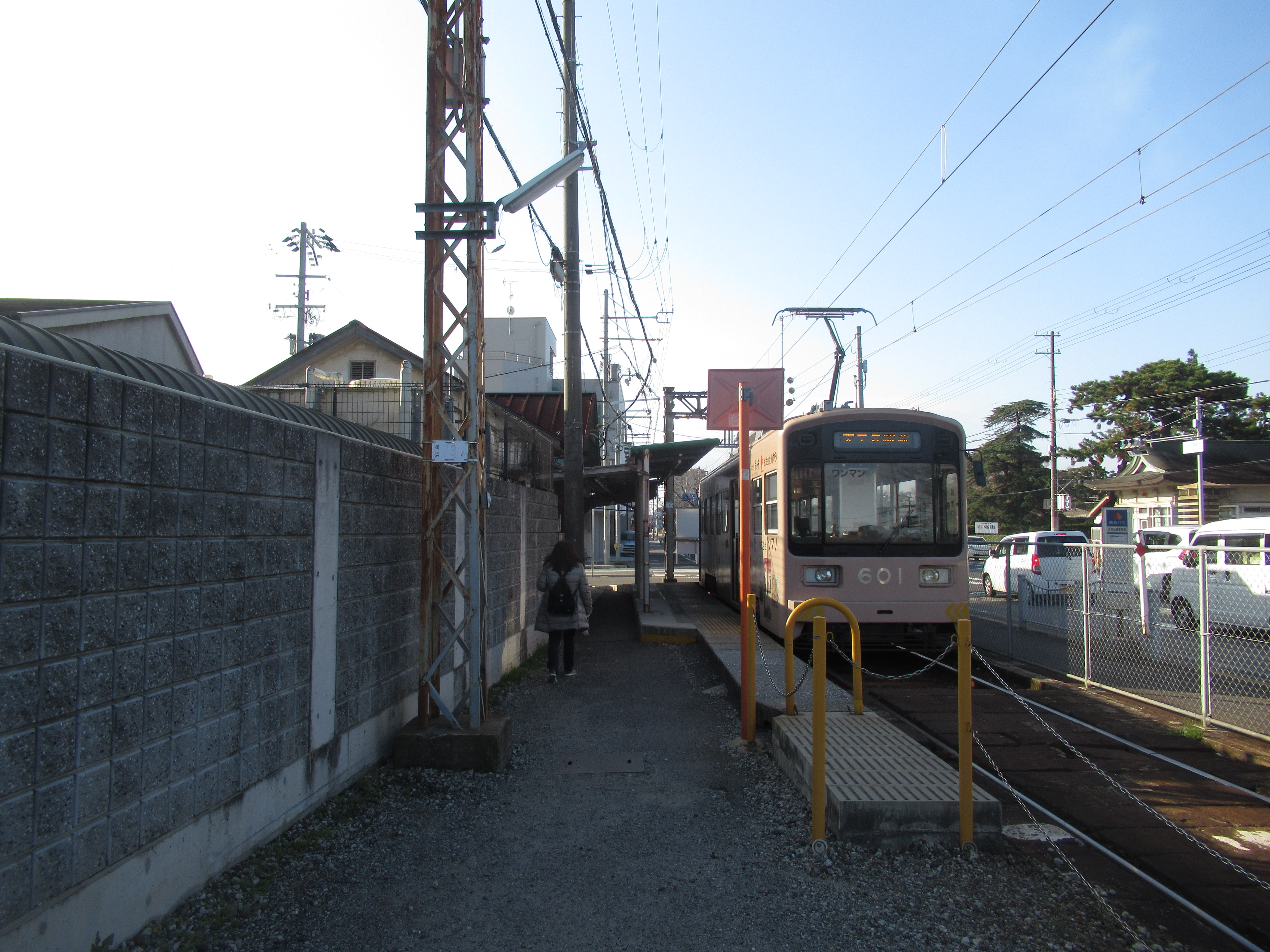
乗車専用ホーム（2018年12月）
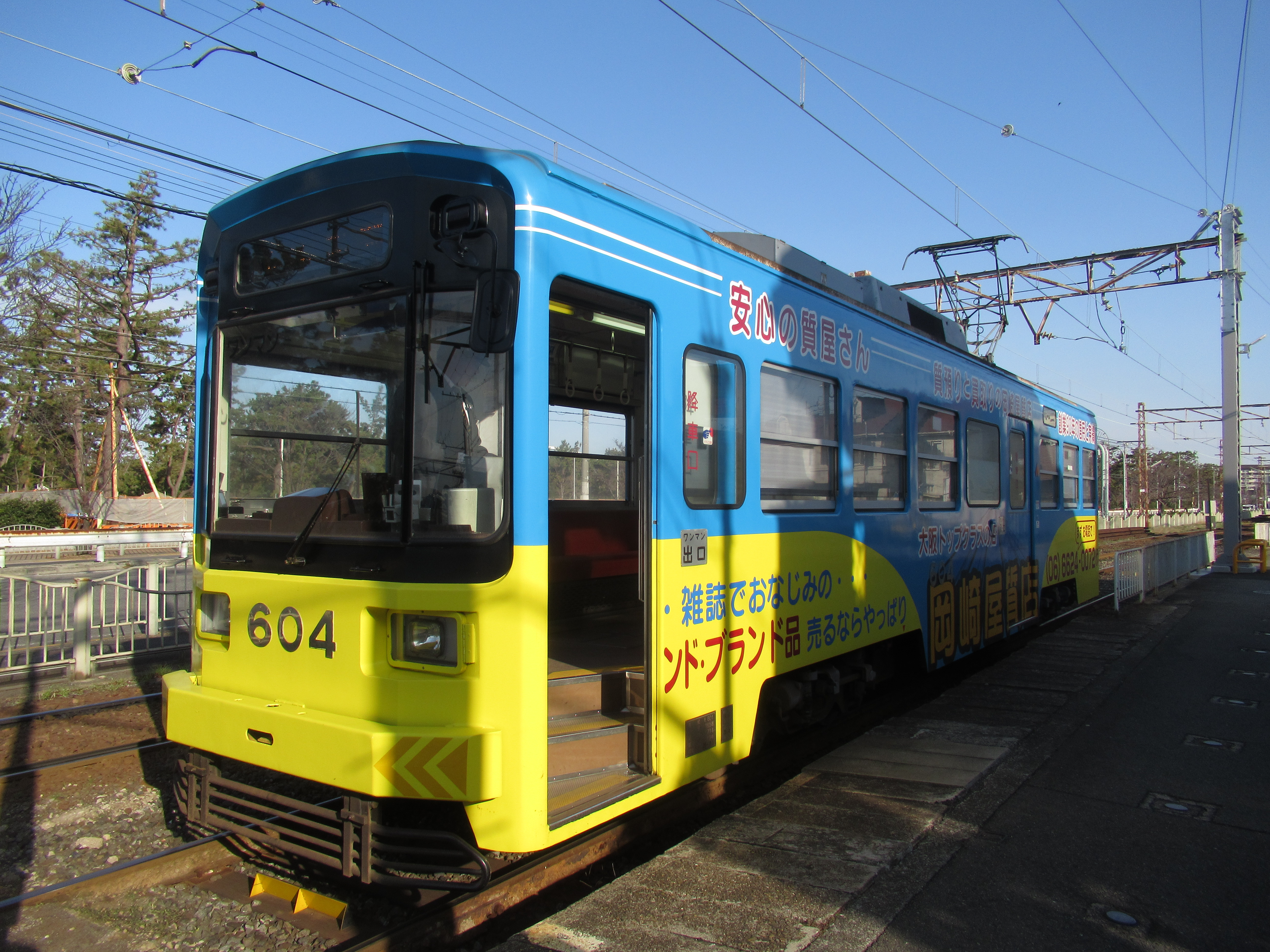
降車専用ホーム（2018年12月）

## 停留場周辺
- 大阪府営浜寺公園 - 駅の西方にある。
- 福栄堂（松露だんご）
- 南海電気鉄道南海本線 浜寺公園駅
- 南海電気鉄道南海本線・南海高師浜線 羽衣駅

## 停留場の移設へ
当停留場は今後付近を走行する南海本線の高架化工事に伴い、浜寺公園駅の東側に移設する予定になっている。南海本線の高架化工事にあたっては船尾停留場 - 当停留場間にある阪堺線との交差部分が工事の支障となっていた。当初の計画では、南海本線と阪堺線の交差部分の上下関係を入れ替えた上で、既存の停留場を活用する予定にしていた。そのため、工事期間中は大阪府道大阪高石線との交点の北側に仮の停留場を設置し、仮の停留場から浜寺公園駅前まで代行バスを運行する計画となっていた。しかし、この計画では所要時間の増加や乗り換えを強いられる上に、バス代行運転の期間が約5年とされたため、問題点が多かった。そこで計画を変更して、阪堺線を南海本線の東側に移設することにした。移設することによって南海本線との乗り換えの利便上が向上することから、仮の移設ではなく正式に移設する方針とした。

## その他
- 船尾停留場 - 当停留場間に、1944年（昭和19年）まで海道畑停留場（かいどうばた-）があり、阪堺電鉄（後の大阪市電阪堺線）との乗り換え駅でもあった。

## 隣の停留場
阪堺電気軌道
■阪堺線
船尾停留場 (HN29) - 浜寺駅前停留場(HN31)
- （）内は駅番号を示す。なお、駅番号HN30は欠番となっている。